# Letícia Melo
Letícia Oro Melo (* 5. Oktober 1997 in Joinville) ist eine brasilianische Leichtathletin, die sich auf den Weitsprung spezialisiert hat.

## Sportliche Laufbahn
Erste internationale Erfahrungen sammelte Letícia Melo im Jahr 2014, als sie bei den Jugendsüdamerikameisterschaften in Cali mit einer Weite von 6,13 m die Goldmedaille gewann. Im Jahr darauf siegte sie mit 6,17 m bei den Juniorensüdamerikameisterschaften in Cuenca und anschließend gewann sie bei den Panamerikanischen-Juniorenmeisterschaften im kanadischen Edmonton mit 6,05 m die Bronzemedaille. 2018 gewann sie dann bei den U23-Südamerikameisterschaften ebendort mit einem Sprung auf 5,94 m die Bronzemedaille hinter der Venezolanerin Aries Sánchez und ihrer Landsfrau Mirieli Santos und 2021 siegte sie mit neuer Bestleistung von 6,63 m bei den Südamerikameisterschaften in Guayaquil. 2022 startete sie nach nur einem Saisonwettkampf bei den Weltmeisterschaften in Eugene und steigerte dort ihre Bestweite in der Qualifikation um 1 cm und im Finale auf 6,89 m und gewann damit die Bronzemedaille hinter der Deutschen Malaika Mihambo und Ese Brume aus Nigeria. Es war die erste WM-Medaille überhaupt für Brasilien in dieser Disziplin. Im Oktober siegte sie dann bei den Südamerikaspielen in Asunción mit einem Sprung auf 6,64 m.
2023 erreichte sie bei den Weltmeisterschaften in Budapest das Finale und gelangte dort mit 6,12 m auf den zwölften Platz. Anschließend gelangte sie bei den Panamerikanischen Spielen in Santiago de Chile mit 6,19 m auf den sechsten Platz. 2025 belegte sie bei den Südamerikameisterschaften in Mar del Plata mit 6,36 m den vierten Platz.
2022 wurde Melo brasilianische Meisterin im Weitsprung.

## Persönliche Bestleistungen
- Weitsprung: 6,89 m (+1,1 m/s), 24. Juli 2022 in Eugene
- Dreisprung: 12,99 m (+1,1 m/s), 1. Mai 2021 in Timbó